# Katrin Wehrheim
Katrin Wehrheim (née en 1974) est professeure associée de mathématiques à l'université de Californie à Berkeley. Ses recherches portent sur la géométrie symplectique et la théorie de jauge. Elle est connue pour son travail sur les quilts pseudoholomorphes (de). Avec Dusa McDuff, elle a étudié la rigueur fondamentale d'une preuve classique en géométrie symplectique.

## Formation et carrière
Après des études secondaires à Hambourg, Wehring étudie à l'université de Hambourg jusqu'en 1995 et à l'Imperial College London jusqu'en 1996, puis rejoint l'École polytechnique fédérale de Zurich pour des études supérieures. Elle a  failli abandonner ses études pour être rameur d'aviron aux Jeux olympiques, mais  elle termine son doctorat en 2002, sous la direction conjointe de Dusa McDuff et Dietmar Salamon.
Elle est instructeur à l'Université de Princeton et membre de l'Institute for Advanced Study de septembre 2011 à mai 2012 avant de prendre un poste permanent au Massachusetts Institute of Technology en 2005. Pendant son séjour au MIT, Wehrheim - qui est ouvertement gay - a codirigé la conférence de 2008 Celebration of Women in Mathematics et a participé au recrutement d'étudiants et de chercheurs postdoctoraux d'horizons divers. Depuis 2013, Wehrheim enseigne les mathématiques à l'Université de Californie à Berkeley.

## Publications (sélection)
- Benjamin Filippenko et Katrin Wehrheim, « A polyfold proof of the Arnold conjecture », Selecta Mathematica (New Series), vol. 28, no 1,‎ 2022, article no 11 (73 pages) (DOI 10.1007/s00029-021-00680-z)
- Katrin Wehrheim et Chris T. Woodward, « Pseudoholomorphic quilts », Journal of Symplectic Geometry, vol. 13, no 4,‎ décembre 2015, p. 849–904 (DOI 10.4310/JSG.2015.v13.n4.a3)
- K. Wehrheim et C. Woodward: Quilted Floer cohomology. Geometry & Topology, 14:833–902, 2010.
- Dusa McDuff et Katrin Wehrheim, « Smooth Kuranishi atlases with isotropy », Geometry & Topology, vol. 21, no 5,‎ 15 août 2017, p. 2725–2809 (DOI 10.2140/gt.2017.21.2725)
- Katrin Wehrheim et Chris T. Woodward, « Floer cohomology and geometric composition of Lagrangian correspondences », Advances in Mathematics, vol. 230, no 1,‎ 1er mai 2012, p. 177–228 (DOI 10.1016/j.aim.2011.11.009)

## Récompenses et honneurs
Sa thèse de doctorat en mathématiques Anti-Self-Dual Instantons with Lagrangian Boundary Conditions a remporté la médaille de l'EPFZ en 2002. En 2010, elle a reçu le Presidential Career Award PECASE des mains de Barack Obama lors d'une cérémonie à la Maison Blanche. En 2012, elle est devenue membre de l'American Mathematical Society.